# Perizoma obsoletata obsoletata
Perizoma obsoletata obsoletata é uma subespécie de insetos lepidópteros, mais especificamente de traças, pertencente à família Geometridae.
A autoridade científica da subespécie é Gottlieb August Wilhelm Herrich-Schäffer, tendo sido descrita no ano de 1838.
Trata-se de uma subespécie presente no território português.